# Zelfmoordbrief

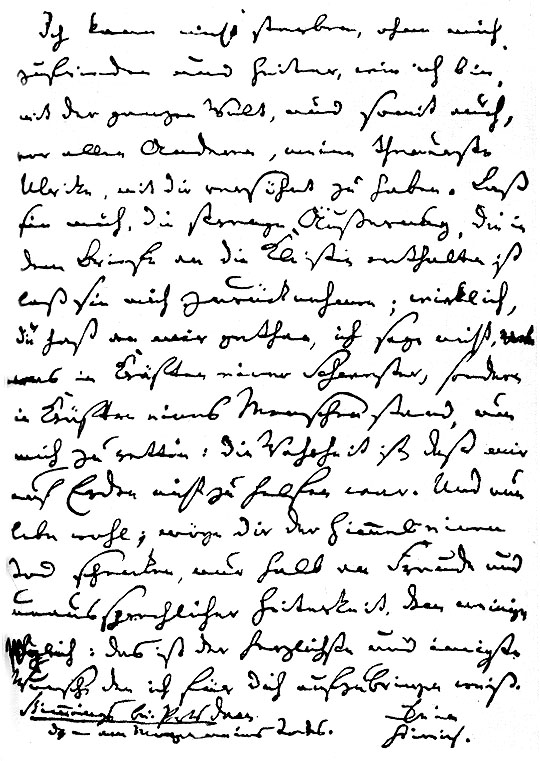
Zelfmoordbrief van de Duitse schrijver Heinrich von Kleist (1777-1811).

Een zelfmoordbrief(je) is een briefje dat door een persoon die zich het leven wil benemen (zelfmoord wil plegen), wordt achtergelaten. Tegenwoordig zijn daarop vele varianten, zoals e-mails, getypte berichten op een computerscherm, afscheidsvideo's, enzovoorts.

## Motieven
Vaak wordt een zelfmoordbrief geschreven om afscheid te nemen en/of excuus aan te bieden aan nabestaanden. Soms wordt in een dergelijke brief een motief gegeven waarom iemand uit het leven gestapt is; soms worden er laatste wensen beschreven bij wijze van codicil, bijvoorbeeld hoe men de uitvaart zou willen. Het komt ook voor dat er een geheim onthuld wordt dat men tijdens het leven niet wilde prijsgeven.
Een zelfmoordbrief wordt niet altijd bij de overledene achtergelaten. Het komt ook voor dat een dergelijke brief per post verstuurd wordt met de bedoeling dat iemand anders verneemt dat de afzender overleden is, om te voorkomen dat dit lange tijd onopgemerkt blijft.

## Personen
Diverse bekende personen hebben een zelfmoordbriefje achtergelaten. Een voorbeeld is de Britse auteur Virginia Woolf. Ook bij de zelfmoord van zanger Kurt Cobain werd een briefje aangetroffen.